# Coucieiro

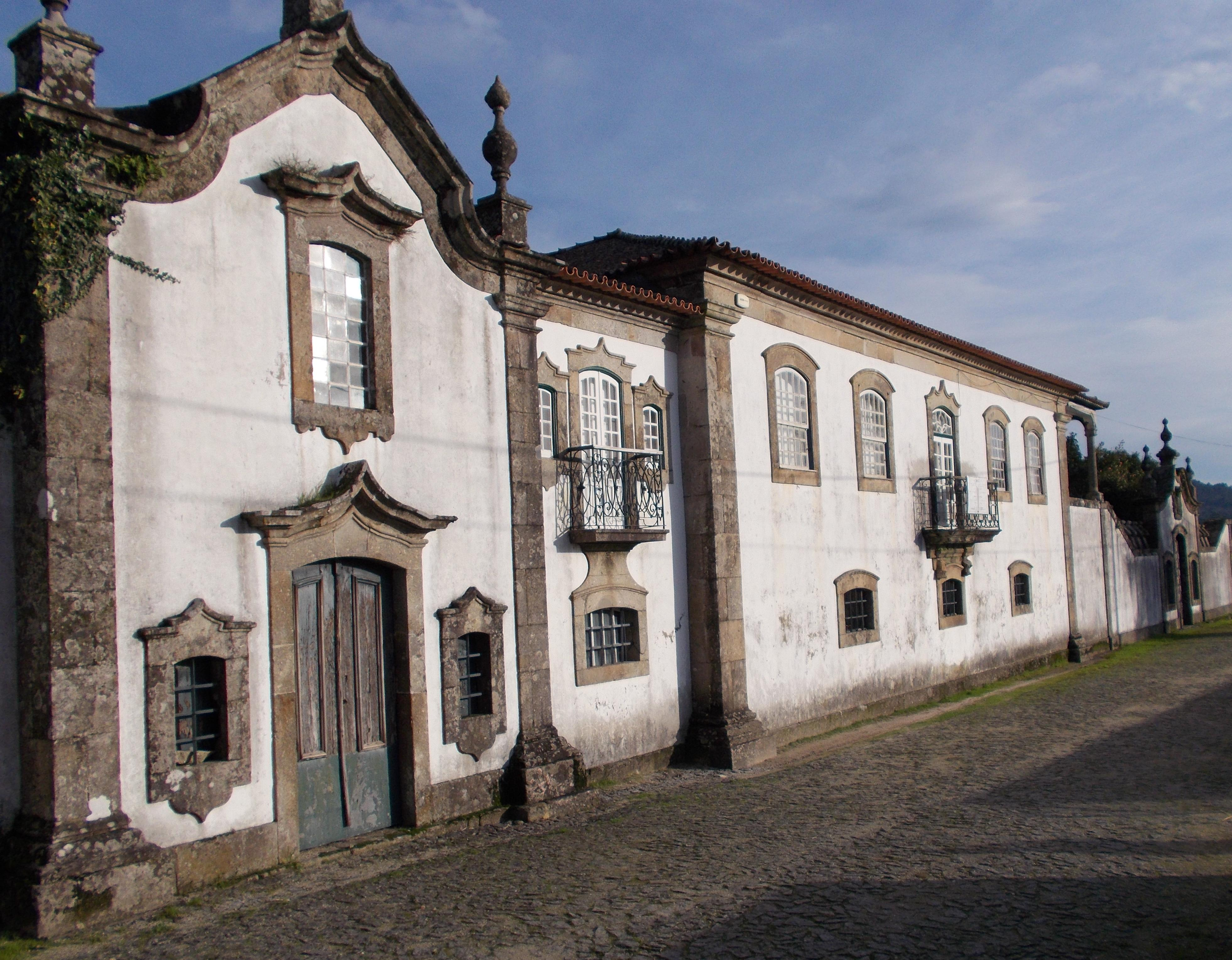
Casa de Carcavelos

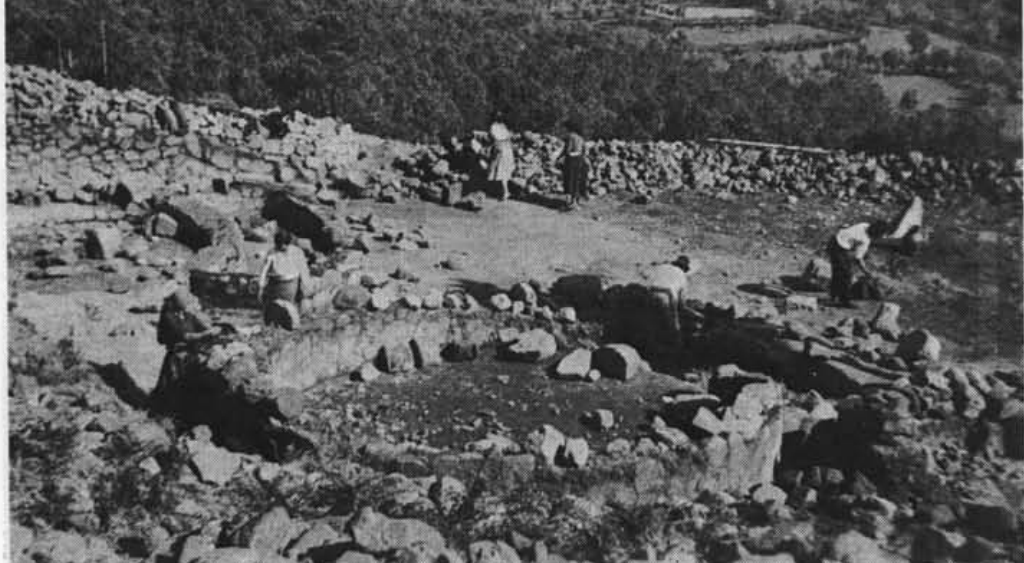
Citânia São Julião, 1930.

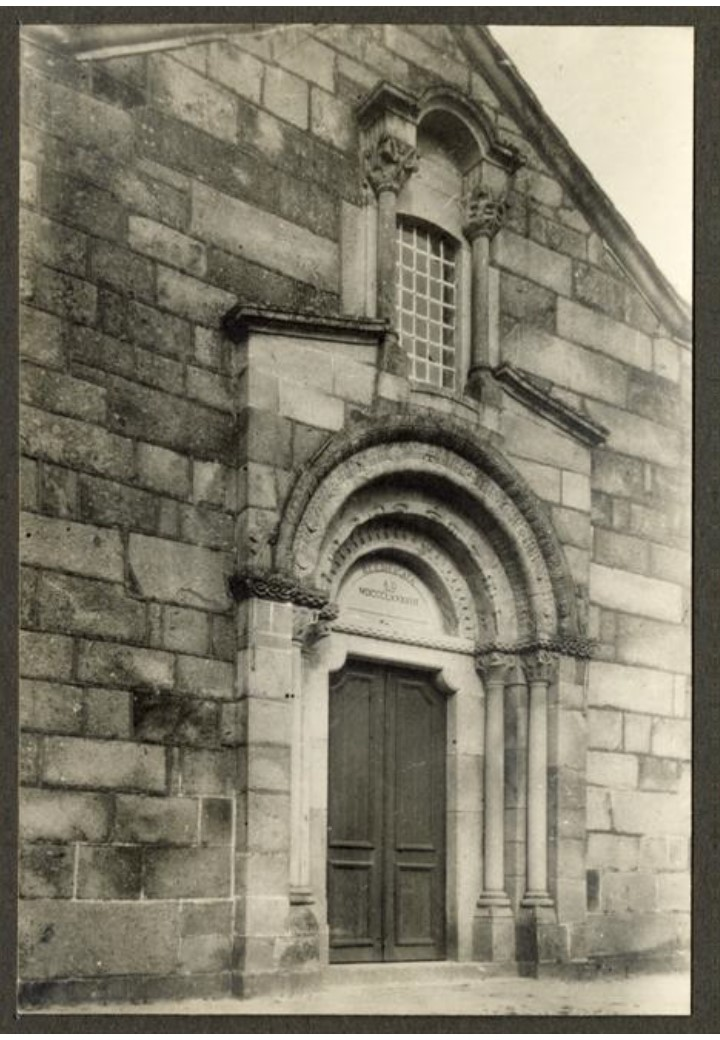
Fachada da Igreja Paroquial de Coucieiro em 1926.

Coucieiro é uma povoação portuguesa sede da Freguesia de Coucieiro do Município de Vila Verde, freguesia com 4,21 km² de área e 526 habitantes (censo de 2021), tendo, por isso, uma densidade populacional de 124,9 hab./km².

## Demografia
A população registada nos censos foi:
| Distribuição da População por Grupos Etários | Distribuição da População por Grupos Etários | Distribuição da População por Grupos Etários | Distribuição da População por Grupos Etários | Distribuição da População por Grupos Etários |
| -------------------------------------------- | -------------------------------------------- | -------------------------------------------- | -------------------------------------------- | -------------------------------------------- |
| Ano                                          | 0-14 Anos                                    | 15-24 Anos                                   | 25-64 Anos                                   | > 65 Anos                                    |
| 2001                                         | 78                                           | 76                                           | 246                                          | 111                                          |
| 2011                                         | 69                                           | 64                                           | 293                                          | 105                                          |
| 2021                                         | 62                                           | 54                                           | 285                                          | 125                                          |

## História
Pertencia ao concelho de Pico de Regalados. Após a extinção deste concelho, por decreto de 24 de outubro de 1855, passou para o concelho (atual município) de Vila Verde.

### Descrição de Coucieiro no Dicionário geográfico de 1751
"Freguesia na Provincia de Entre Douro e Minho, Arcebispado de Braga, Comarca de Viana Foz do Lima, Concelho de Regalados: tem cento e sete visinhos, Está situada parte em planicie, e parte em valles. A Igreja Paroquial, dedicada a S. João Bautista, tem tres Altares, o mayor com o Sacrario, o do Rosario, e o de S. Sebastião. Foy dos Templarios, e he sagrada. Pegada a esta Igreja ha huma Capellinha do Senhor com a Cruz às costas.  O Paroco he Reytor, apresentação do Ordinario: e tem de congrua quarenta mil reis. Na quinta do Paço, desta Freguesia, ha huma Ermida de N.S. do Rosario, e outra no Paço e Casa de Linhares, de N.S. da Luz. Os frutos de mayor abundancia são, milho grosso, centeyo, e milho alvo: tem vinho verde, pouco, e de má qualidade, logo ferve nas vazilhas, e depois de fervido, nem para vinagre presta. Passa por aqui o rio Homem".

## Lugares
Além da sede, a Freguesia de Coucieiro engloba os seguintes lugares: Barreiros, Cachadas, Carcavelos, Carvalhal, Carvalho, Igreja, Feira, Figueirinha, Fundego, Fundo de Vila, Linhares, Mascate, Passos, Ponte, Quintas, Quintela, Seara, Souto, Tojal, Toural, Varges, Veiga e Vilar.

## Lenda
Na freguesia de Couciero existe a lenda de D. Sapo, (há outra lenda de D. Sapo parecida na freguesia de Cardielos, Viana do Castelo), alcunha dada a Gonçalo d’Evreux ou Gonçalo Martins de Abreu, cavaleiro normando, que terá introduzido na suas terras o direito da primeira noite, ou da pernada muito praticado em França.

“Conta a lenda que há muitos anos viveu na freguesia de Coucieiro um fidalgo dominador das suas terras e daqueles que as trabalhavam. Representava o Rei.
Encontrando-se o Rei tão afastado da povoação, o tal fidalgo (Dom Sapo) mandou anunciar que iria dormir com todas as noivas que fossem do seu domínio, depois dos respetivos casamentos. Se a noiva se recusasse a dormir com ele apanhava uma multa que durante a vida toda não a conseguiria pagar; era uma multa muito pesada! 

Certo dia, um alfaiate encantou-se por uma dessas noivas … Quando foi avisado da ordem de Dom Sapo, pensou numa maneira de a evitar: apresentar-se ao fidalgo, vestido de noiva e liquidá-lo. Se bem o pensou, melhor o fez e com a sua arma – a tesoura – matou o Dom Sapo. Temendo a sua morte, como represália, foi à procura do Rei para lhe confessar o seu crime.
Chegado ao Rei, o alfaiate disse:

– Venho pedir a Vossa Majestade que me absolva, pois lá para a região de Regalados... matei um sapo. O Rei pensou e olhando para tão modesta confissão, disse:
– Se mataste um sapo é menos um, estás perdoado …
O alfaiate ganhou novo fôlego e continuou:
– Pois, mas esse sapo era o Fidalgo lá da nossa terra, que talvez abusando dos privilégios, queria dormir com a minha noiva …
O Rei olhou para ele, e disse:

– Estás perdoado! Palavra de Rei não volta atrás". 

## Património
- Casa de Carcavelos nasceu e morreu nessa casa Francisco de Campos de Azevedo Soares, 1.º Conde de Carcavelos.
- Capela do Senhor do Calvário
- Igreja Paroquial de Coucieiro (de origem românica foi reedificada em 1888).
- Mamoa de Linhares.
- Paço de Linhares que pertenceu a Gonçalo de Barros, Comendador do Mosteiro de Santo André de Rendufe e do Mosteiro de São Salvador de Bravães, durante o século XV, e os seus descendentes[9].
- Citânia de São Julião.

## Personalidades
- Gonçalo Martins de Abreu, natural de Evreux (França), viveu em Coucieiro, foi o fundador da casa dos Abreus, e general na batalha dos Arcos de Valdevez em 1140.
- Francisco de Campos de Azevedo Soares, (Coucieiro, Casa de Carcavelos, 22 de Abril de 1818 - Coucieiro, 14 de Outubro de 1901), filho de João Manuel de Azevedo Soares, Capitão de Auxiliares na Guerra Peninsular e Magistrado e de sua mulher Antónia Luísa da Silva e Campos. Foi um político e juiz português. Presidente da Câmara Municipal do Pico de Regalados, Presidente da Câmara Municipal de Braga (1856-1857), Governador Civil do Distrito em 1862, Conselheiro de Sua Majestade foi elevado à Grandeza, como 1.º Conde de Carcavelos em 1889.